# 大治町
大治町（日语：／ Ōharu chō */?）是位於日本愛知縣西部的行政區劃，東側與南側與名古屋市接壤，西側與北側為海部市。轄區位於濃尾平原的西南部，內川和福田川分別從轄區東西兩側通過，中間則有新川通過。

## 人口
町內雖然無鐵路通過，但由於直接與名古屋市接鄰，距離名古屋車站僅約五公里，居民可直接利用公共汽車前往名古屋車站，因此成為名古屋的通勤城市，面積雖然僅約6.5平方公里，但有超過三萬的居民，在愛知縣內的人口密度僅次於名古屋市。
| 大治町人口分布圖 |                                               |  |
| 大治町與日本全國年齡別人口分布比較圖 （2005年資料） | 大治町的年齡、男女別人口分布圖 （2005年資料） |  |
| ■紫色是大治町 ■綠色是全国 | ■藍色是男性 ■紅色是女性                       |  |
| 大治町人口變化 \| 1970年 \| 13,907人 \| \| \| 1975年 \| 17,690人 \| \| \| 1980年 \| 19,939人 \| \| \| 1985年 \| 21,171人 \| \| \| 1990年 \| 22,598人 \| \| \| 1995年 \| 24,724人 \| \| \| 2000年 \| 27,073人 \| \| \| 2005年 \| 28,501人 \| \| \| 2010年 \| 29,891人 \| \| \| 2015年 \| 30,990人 \| \| \| 2020年 \| 32,399人 \| \| |                                               |  |
| 資料來源：日本總務省統計中心提供之人口普查數據 |                                               |  |
| 1970年 | 13,907人                                      |  |
| 1975年 | 17,690人                                      |  |
| 1980年 | 19,939人                                      |  |
| 1985年 | 21,171人                                      |  |
| 1990年 | 22,598人                                      |  |
| 1995年 | 24,724人                                      |  |
| 2000年 | 27,073人                                      |  |
| 2005年 | 28,501人                                      |  |
| 2010年 | 29,891人                                      |  |
| 2015年 | 30,990人                                      |  |
| 2020年 | 32,399人                                      |  |

## 歷史
本地過去在令制國時代屬於尾張國海東郡中島鄉，8世紀後在此曾有富田莊、松葉莊兩個莊園。
17世紀江戶時代後屬於尾張藩，直到19世紀明治維新實施廢藩置縣後改隸屬名古屋縣，不過名古屋縣在1972年的第一次府縣整併後不久即更名為愛知縣。
1889年日本實施町村制，位於此地的西條村、花常村、三本木村、中島村、馬島村、堀之內村、東條村、北間島村、長牧村、砂子村、鎌須賀村、八屋村等十二個聚落被劃入新設立的大治村，此後經歷1906年愛知縣內的町村整併、1950年代全日本的昭和大合併，大治村都未參與任何的整併，並在1975年升格改制為大治町。
2000年代日本政府推動平成大合併的時間，大治町也曾討論過是否與西側的七寶町、美和町、甚目寺町三町合併，或是直接併入東側名古屋市，但最終在町內並未能達成任何共識，故至今仍維持獨立未參與整併。

## 交通
大治町內並沒有鐵路通過，公路則有高速公路名古屋第二環狀自動車道自轄內以南北向通過，東名阪自動車道也自南側與名古屋市交界處以東西向通過，町內對外交通主要依賴名古屋市營巴士和名鐵巴士的路線客運；過去名古屋市營地下鐵櫻通線在1992年曾規畫自當時西側的終點站中村區役所車站繼續往西延伸至大治町町內，再往東接至海部市的七寶地區，但目前仍僅在規劃階段，並未有任何進一步的建設規劃。

## 公路
高速公路
- 名古屋第二環状自動車道：（海部市） - 大治北交流道（日语：大治北インターチェンジ） - 大治南交流道 - （名古屋市）

## 觀光資源
位於町內中部的明眼院為天台宗的寺院，過去在14世紀至19世紀曾以治療眼科疾病而聞名，也是日本史上最早的眼科醫療機構，直到19世紀末明治維新後因政府頒布了限制醫療行為的法令才停止行醫；最初名為「醫王山藥師寺」，在1632年因治療了後水尾上皇皇女的眼疾後，被賜予現在「明眼院」之名。

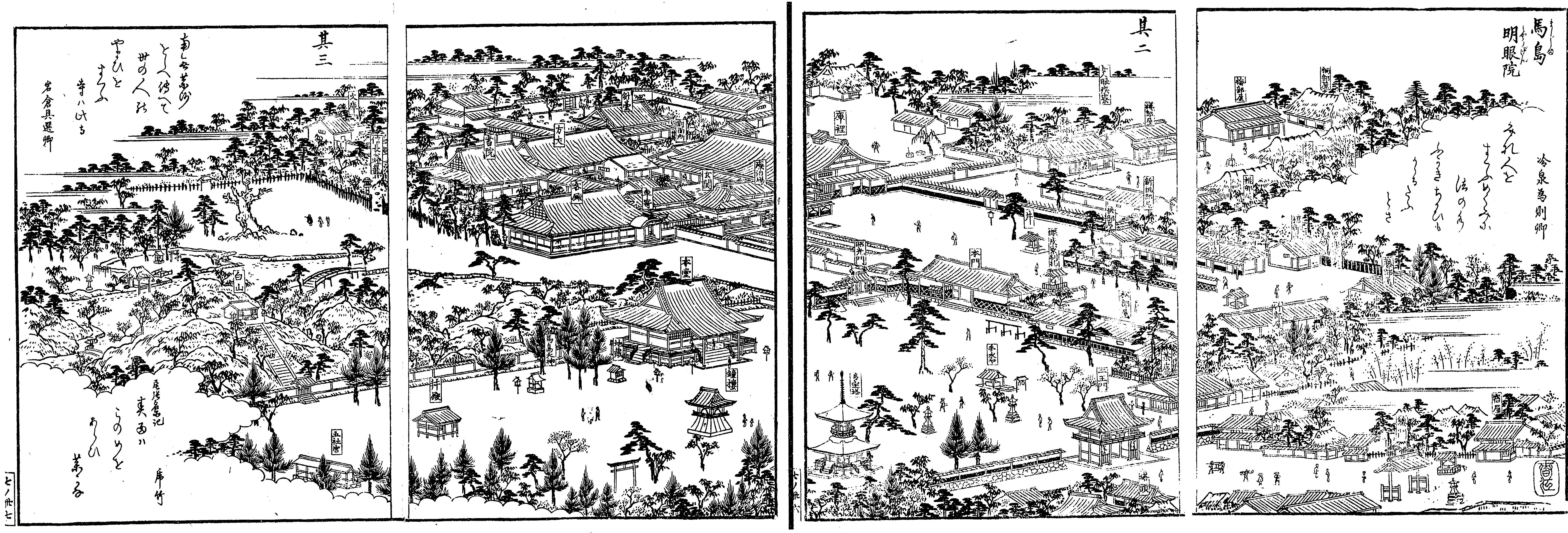
19世紀初所描繪的明眼院

## 姊妹、友好城市

### 日本
- 美唄市（北海道）
兩地於2017年簽訂友好協定。[12]
- 東榮町（愛知県 北設楽郡）
兩地最初於2013年簽訂災害時相互支援協定，此後隨著兩地之間的交流加深，兩地於2017年進一步堅定友好協定。[13]

## 外部連結
- （日語） YouTube上的大治町頻道